# SBB Ae 3/5
Die SBB Ae 3/5 mit dem Spitznamen kleine Sécheron ist eine Normalspur-Einrahmen-Universallokomotive mit Einzelachsantrieb für Wechselstrom von 15'000 Volt 16 2⁄3 Hertz. Sie wurde in den Jahren 1920 bis 1925 für die damals neu im Flachland elektrifizierten Bahnstrecken der Schweizerischen Bundesbahnen (SBB) in mehreren Baulosen bestellt und in brauner Farbgebung in Betrieb genommen.
Die Westinghouse-Federantrieb der Einrahmen-Ae 3/5, der ab 1921 gebauten Drehgestelllokomotiven Be 4/7 und der ab 1925 gebauten Einrahmen-Ae 3/6III gilt als Vorbild der ab 1926 an die Berner Alpenbahn-Gesellschaft Bern–Lötschberg–Simplon (BLS) abgelieferten Drehgestelllokomotiven Be 6/8, der späteren Ae 6/8, die damals während mehreren Jahren als stärkste Elektrolokomotive der Welt galt.

## Vorgeschichte
Die ernsthafte Kohlenknappheit gegen Ende des Ersten Weltkrieges führte noch 1918 zu einem Beschluss zur Elektrifizierung der SBB, um von den ausländischen Energielieferungen in Form von Kohle unabhängig zu werden. Gestützt wurde dieser Beschlusses, die Schweiz galt als Pionierland der Elektrotechnik, dadurch, dass um diese Zeit bereits auf hunderten von Kilometern, meist meterspurigen Strassen-, Überland-, Gebirgs- und Bergbahnen elektrisch gefahren wurde, dies wohl primär mit Gleichstrom, aber die Grundlage für eine umfassende Bahnstreckenelektrifizierung durch Wechselstrom von 15'000 Volt 16 2⁄3 Hertz war durch die elektrisch betriebene Lötschberg-Bergstrecke gegeben; die Elektrifizierung der Gotthard-Bergstrecke stand vor dem Abschluss.
Zu Beginn der ersten Elektrifizierungsetappe im Jahre 1920 liessen die SBB Entwürfe für eine Flachland-Universallokomotive ausarbeiten. Gefordert wurden nur die Einhaltung einiger weniger Punkte, die da unter anderem waren: drei Triebachsen, eine Leistung von 2000 PS, eine Höchstgeschwindigkeit von 90 km/h sowie eine maximale Achslast von 20 Tonnen. Die drei schweizerischen Elektrofirmen Brown, Boveri & Cie (BBC), Maschinenfabrik Oerlikon (MFO) und Société Anonyme des Ateliers de Sécheron (SAAS) hatten ansonsten weitgehend freie Hand. Es wurden folgende Entwürfe eingereicht und dann auch beschafft: BBC Ae 3/6I, MFO Ae 3/6II und SAAS Ae 3/5.

## Konstruktion
Der mechanische Teil aller Lokomotiven stammte von der Schweizerischen Lokomotiv- und Maschinenfabrik (SLM) in Winterthur, die elektrische Ausrüstung von SAAS.

### Mechanische Konstruktion

Kranprobe in Halle 8 der Werkstätte Zürich mit Lokomotive Ae 3/5 10205

Die drei Triebachsen sind in einem Aussenrahmen gelagert. Jede Achse wird von zwei schnell laufenden Zwillingsmotoren angetrieben. Die Kraftübertragung erfolgt über einen Westinghouse-Federantrieb. Die leichte Antriebsausrüstung erforderte nur je eine Bisselachse an den Lokenden.
Die letzten beiden Ae 3/5 10225 und 10226 erhielten Adams- statt Bisselachsen.
1956 bis 1959 wurden alle Antriebe verbessert, indem die Stahlschraubenfedern der Westinghouse-Antriebe durch Gummitöpfe ersetzt wurden. 1967 erhielt die Lokomotive 10266 den Rahmen der ausrangierten 10208 und besass seither ebenfalls Adamsachsen.
Die beim Westinghouse-Antrieb nötige genaue Zentrierung zwischen den Antriebsachsen und den Hohlwellen des Antriebs zur Minimierung der Beanspruchung der Antriebsfedern erforderten eine steife Federung, die zu miserablen Laufeigenschaften der Maschinen führten. Trotz mehreren Änderungen am Laufwerk blieb der Kurvenlauf sehr hart und eckig. Das ging so weit, dass man sie von der kurvenreichen Strecke nach Vallorbe zurückziehen musste, weil sie Gleisverschiebungen verursachten. Um den Kurvenlauf weicher zu machen, wurden die Laufachszentrierungen verbessert und alle Gelenke der Bisselgestelle mit grösserem Spiel versehen. Eine durchschlagende Verbesserung des Kurvenlaufs brachte die Änderung nicht. Dank der im Gleisbau und -unterhalt erzielten Fortschritte wurden die nicht korrigierbaren lauftechnischen Mängel der Ae 3/5 mit der Zeit weniger spürbar.
Bei der Nachbeschaffung wurde deshalb der Ae 3/6III den Vorzug gegeben, die auf einer Seite mit einem Laufdrehgestell ausgerüstet war. Durch die längere Konstruktion erhoffte man sich eine bessere Führung in den Gleisen.

### Elektrische Konstruktion

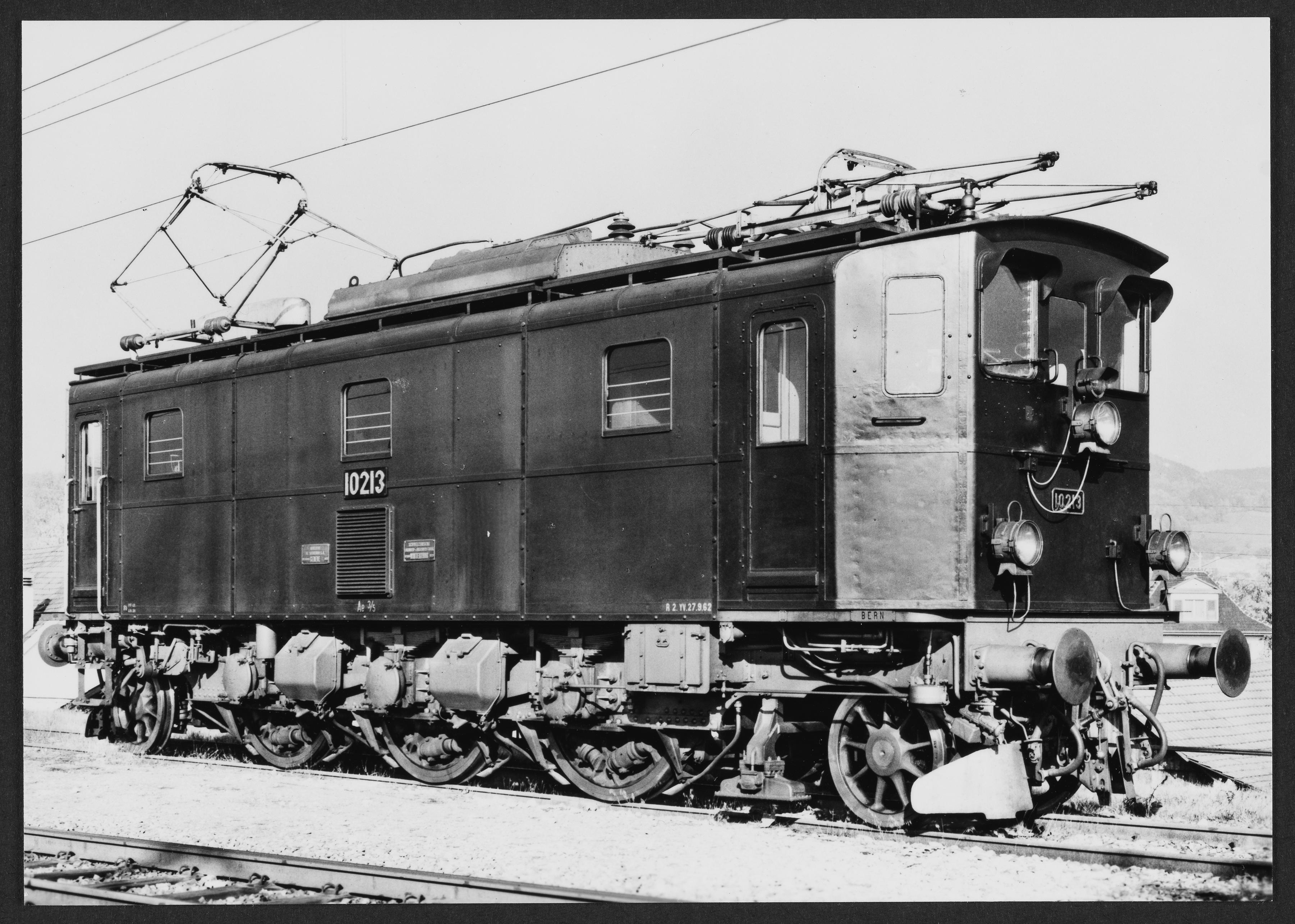
Ae 3/5 10213, nach 1962

Die Lokomotiven war bei der Ablieferung mit zwei Scherenstromabnehmern und Ölhauptschalter ausgerüstet. Der Trafo ist mittig in der Lok angeordnet. Die Spannung der Fahrmotoren wird über elektropneumatische Einzelschalter (Hüpfer) gesteuert. Dies erlaubt eine besonders leichte Konstruktion der Lok, sorgt aber auch für eine etwas grobe Abstufung der Zugkraft, welche sich besonders bei der Anfahrt bemerkbar machten.
Die Lokomotiven waren weder mit einer elektrischer Bremse noch mit Vielfachsteuerung ausgerüstet.
Lediglich die 10213 und 10214 waren seit der Ablieferung bis 1929 mit Steckdosen für Vielfachsteuerung ausgerüstet.

### Umbau für Einsatz vor Autozügen
In den 1960er Jahren wurden die Loks des letzten Bauloses mit den Nummern 10218–26 für den Einsatz vor Autozügen umgebaut. Dieser umfasste den Einbau einer Fernsteuerung, den Ersatz des Ölhauptschalters durch einen Drucklufthauptschalter sowie den Einbau eines Schleuderschutzes. Damit der Drucklufthauptschalter auf dem Dach Platz fand, musste ein Stromabnehmer entfernt werden.

## Betriebseinsatz
Ein verhältnismässig grosser Teil der insgesamt 26 abgelieferten Maschinen wurde bis Ende der 1970er, Anfang der 1980er Jahre zuletzt in grüner Farbgebung eingesetzt. Sie verkehrten vorwiegend im Regionalverkehr in der Westschweiz mit maximal 75 km/h Geschwindigkeit. Dabei spielte die damals für Schnellzüge geforderte Höchstgeschwindigkeit keine massgebende Rolle, denn infolge der problematischen Laufeigenschaften der Lokomotiven wurde nach mehreren Baulosen die Produktion von der in vielen Teilen baugleichen Ae 3/6III abgelöst.

Ae 3/5 10220 mit Autozug in Brig

Der zunehmende Strassenverkehr verlangte nach mehr Autozügen durch den Gotthard- und den Simplontunnel. Die 9 Lokomotiven des letzten Bauloses wurden deshalb für diesen Dienst umgebaut. Sie lösten vor den speziellen Pendelzügen (Flachwagen mit Schutzdächern für Autos und Steuerwagen mit Motorradabteil) die Be 4/6-Triebwagen ab.
Die Lokomotive 10226 war ab 1971 auf der alten Hauensteinlinie mit dem einzigen auf dieser Linie eingesetzten Pendelzug unterwegs. Die fehlende elektrische Bremse machte die Maschine für diesen Einsatz eher ungeeignet.

### Ausrangierung
Die ersten Loks wurden gegen Ende der 1960er Jahre nach starker Abnutzung oder grösseren Schäden ausrangiert. Mit der Eröffnung des Gotthard-Strassentunnels wurde der Autozugbetrieb eingestellt, so dass weitere Lokomotiven überzählig wurden. 1981 waren noch 14 Maschinen in Betrieb: drei Loks waren dem Depot Brig zugeteilt, der Rest dem Depot Olten, wo er in Ae-3/6I-Diensten eingesetzt wurde. Die letzten Maschinen wurden 1983 ausrangiert.
Die Lokomotive 10217 ist als betriebsfähiges historisches Fahrzeug im Depot Olten in grüner Farbgebung erhalten geblieben und gehört der Stiftung Historisches Erbe der SBB (SBB Historic).